# Killipiella styphelioides
Killipiella es un género monotípico de plantas fanerógamas perteneciente a la familia Ericaceae. Su única especie: Killipiella styphelioides, es un arbusto con hábitos de epifita originario de Colombia.

## Taxonomía
Killipiella styphelioides fue descrita por  Albert Charles Smith y publicado en Journal of the Washington Academy of Sciences 33(8): 243–244, f. 1. 1943.
1. ↑  «Killipiella styphelioides». Tropicos.org. Missouri Botanical Garden. Consultado el 17 de marzo de 2014.
2. ↑  Killipiella styphelioides en PlantList

- Datos: Q3505425